# Northern Sierra Madre Natural Park
Northern Sierra Madre Natural Park är ett naturskyddsområde på östra sidan av ön Luzon i norra Filippinerna. Till regionen räknas även delar av det angränsande havet. Området inrättades 1997 och det fick 2001 upphöjd skyddsstatus. Naturparken listas även i Unescos tentativa världsarvslista.
Skogarna i parken kännetecknas av många dipterokarpväxter och orkidéer. Flera växter är sällsynta eller endemiska på Luzon, bland annat orkidén Dendrobium aclinia, trädet Millettia longipes och vinruteväxten Swinglea glutinosa.
Typiska fåglar i parken är apörn (Pithecophaga jefferyi), filippinsk uv (Bubo philippensis) och isabelagylling (Oriolus isabellae). Här lever även större däggdjur som dugong och flyghunden Acerodon jubatus. Vanliga kräldjur i skyddsområdet är filippinsk krokodil (Crocodylus mindorensis), grön havssköldpadda (Chelonia mydas), karettsköldpadda (Eretmochelys imbricata) och oäkta karettsköldpadda (Caretta caretta).